# Arkelsburg
De Arkelsburg of Burcht van Arkel was een kasteel in het Nederlandse dorp Arkel, provincie Zuid-Holland. Het was het eerste kasteel van de adellijke familie Van Arkel. Deze familie maakte in de middeleeuwen de dienst uit in het Land van Arkel.
Het Land van Arkel was eind 10e eeuw in bezit van ene Heiman. Bij het dorp Arkel zou hij beginnen met de bouw van een ridderlijke woning, maar hij overleed voordat deze woning gereed was. Zijn zoon Poppo of Foppo van Arkel  († 1008) rondde de bouwwerkzaamheden af. Het kasteel zal aanvankelijk in hout zijn opgetrokken, waarna het in Luikse hardsteen werd herbouwd.
De familie Van Arkel bleef eigenaar van het huis totdat het in de 13e eeuw werd afgebroken. Het bouwpuin is mogelijk hergebruikt bij het nieuwe kasteel bij Gorinchem, dat tussen 1273 en 1290 door de familie Van Arkel werd gebouwd.
De naam van de uiterwaard Arkelsburg herinnerde nog lange tijd aan het verdwenen kasteel. In 1737 kwam deze waard in eigendom van het Oude Vrouwenhuis te Gorinchem. 
Bij de aanleg van de Nieuwe Begraafplaats in de jaren 40 van de 20e eeuw zou er aardewerk zijn gevonden. Tevens werd melding gemaakt van resten van gewelven en gangen onder de Oude Begraafplaats. 
Abbenbroek · Abspoel · Adegeest · Slot Alkemade ·  Altena · Arkelsburg · Bellesteyn · Huis ten Berghe · Binckhorst · Binnenhof · Blijdestein · Te Blotinghe · Boekenburg · Boekhorst · Boshuysen · Bulgersteyn · Burcht (Leiden) · Burcht (Voorne) · Slot Capelle · Coebel · Cranenburg · Crayestein · Cronesteyn · Crooswijk · Develstein · 't Huys Dever · Dirks Steenhuis · Ter Does · Duivenstein · Duivenvoorde · Endegeest · Endepoel · Foreest · Giessenburg · Gravensteen · Groot Haesebroek · 's Heeraartsberg · Hof van Wateringen · Holy · Slot Honingen · Kasteel van de Heren van Arkel · Kasteel van Gouda · Keenenburg · Kasteel Keukenhof · Klein Poelgeest · Huis te Langerak · Langestein · Huis te Liesveld · Ter Lips · De Loo · Madeburcht · Marenburch · Meerburg · Huis te Merwede · Huis ter Mey · Kasteel van der Meye · Niemandsvriend · Noordeloos · Oud-Berendrecht · Oud-Poelgeest · Oud Teylingen · Paddenpoel · Persijn · Groot Poelgeest · Hof van Putten · Puttensteyn · Landgoed De Raephorst · Kasteel Ravesteyn · Kasteel van Rhoon · Rijnegom · Rijnenburg · Huis te Riviere · Rodenburg · Hofstad Rodenrijs · Rodenrijs · Rosenburgh · Huis Roucoop · Santhorst · Schelluinderberg · Schonenburg · Kasteel van Schoonhoven · Souburgh · Spangen · Starrenburg · Huis ter Specke · Steenvoorde · Stenevelt · Slot Teylingen · Den Toll · Torenvliet · Slot Valckesteyn · Huis ter Waard · Warmont · Ter Weer · Hof van Wena · Kasteel Westerbeek · Huis te Woude · Kasteel van IJsselmonde · 't Zand · Huis Zevender · Kasteel aan de Zevender · Zijlhof · Zonneveld · Huis Zuidwijk · Zwieten